# Jakob Wöhrle
Jakob Wöhrle (* 1. Mai 1975 in Hausach; † 25. März 2025 in Tübingen) war evangelischer Theologe, Alttestamentler und Hochschullehrer.

## Leben
Nach dem Abitur im Jahr 1994 am Gymnasium Hausach leistete er von 1994 bis 1995 den Zivildienst im Rettungsdienst beim Deutschen Roten Kreuz Kreisverband Wolfach. Von 1995 bis 2001 studierte er evangelische Theologie in Bethel, Leipzig und Münster. 2001 legte er das erste theologische Examen bei der Evangelischen Landeskirche in Baden ab. Von 2001 bis 2009 absolvierte er altorientalistische Studien an der Universität Münster bei Hans Neumann und Manfried Dietrich. Von 2001 bis 2008 war er wissenschaftlicher Mitarbeiter am alttestamentlichen Seminar der Universität Münster. Nach der Promotion 2006 zum Dr. theol. bei Rainer Albertz an der Universität Münster und der Habilitation 2008 im Fach Altes Testament in Münster vertrat er 2009 den Lehrstuhl für Altes Testament an der Humboldt-Universität zu Berlin und von 2012 bis 2013 den Lehrstuhl für Altes Testament an der Universität Bonn. Von 2008 bis 2012 war er wissenschaftlicher Mitarbeiter am Exzellenzcluster „Religion und Politik“ der Universität Münster – Leitung des Projekts „Distinktion und Integration in der Gründungsurkunde Israels“. Von 2012 bis 2014 war er Heisenberg-Stipendiat der Deutschen Forschungsgemeinschaft. Von 2014 bis 2019 lehrte er als Universitätsprofessor für Evangelische Theologie mit Schwerpunkt Altes Testament an der Universität Oldenburg. Einen Ruf an die Christian-Albrechts-Universität zu Kiel lehnte er 2018 ab. Seit 2019 war er als Universitätsprofessor für Literaturgeschichte des Alten Testaments an der Eberhard Karls Universität Tübingen tätig.
Seine Forschungsschwerpunkte waren Literatur-, Theologie- und Religionsgeschichte des Alten Testaments, Pentateuch, deuteronomistisches Geschichtswerk, Prophetie und Psalmen.
Wöhrle starb Ende März 2025.

## Publikationen (Auswahl)
- Die frühen Sammlungen des Zwölfprophetenbuches. Entstehung und Komposition. de Gruyter, Berlin 2006, ISBN 3-11-018996-8.
- Der Abschluss des Zwölfprophetenbuches. Buchübergreifende Redaktionsprozesse in den späten Sammlungen. de Gruyter, Berlin 2008, ISBN 978-3-11-020674-6.
- Fremdlinge im eigenen Land. Zur Entstehung und Intention der priesterlichen Passagen der Vätergeschichte. Vandenhoeck & Ruprecht, Göttingen 2012, ISBN 3-525-53546-5.
- mit Reinhard Achenbach und Ruth Ebach (Hrsg.): Wege der Freiheit. Zur Entstehung und Theologie des Exodusbuches. Die Beiträge eines Symposions vom 10. bis 11. Mai 2013 zum 70. Geburtstag von Rainer Albertz. TVZ, Zürich 2014, ISBN 3-290-17768-8.